# Christina Lauren
Œuvres principales
Série Beautiful, Autoboyographie, Roomies
Christina Lauren est le nom de plume de Christina Hobbs et Lauren Billings, un duo d'autrices américaines de romances, de romances érotiques et de romans Young-Adult.

## Carrière
Christina Hobbs et Lauren Billings se sont rencontrées en 2009 sur un forum de fanfictions. Très vite, elles décident de collaborer. En 2011 sort aux États-Unis leur premier roman, Beautiful Bastard. Intitulé au départ The Office, c'était une fanfiction de Twilight.
En février 2013, le studio Constantin Film a acquis les droits pour une adaptation au cinéma du roman Beautiful Bastard. Toutefois, en 2016, les droits d'adaptation sont revenus aux deux autrices.
Le roman Roomies est aussi en cours d'adaptation par Andy Fickman et Jenna Dewan via sa compagnie Everheart Productions.

## Œuvre

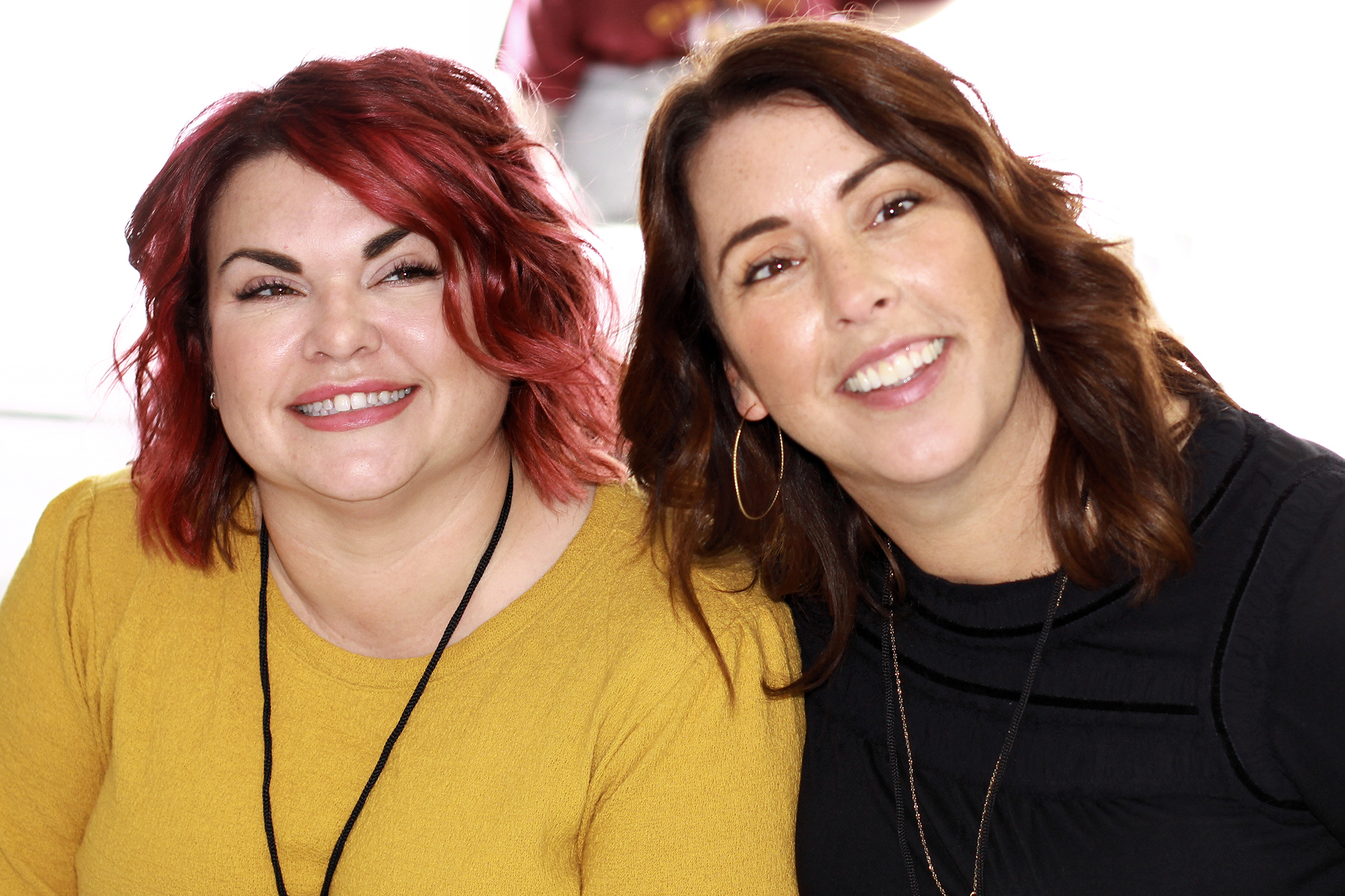
Christina Hobbs et Lauren Billings en 2019.

### SérieBeautiful
Tous les livres de cette série sont publiés en France aux éditions Hugo & Cie en grand format et chez Pocket en poche. Ils ont tous été traduits par Margaux Guyon pour la version française.
1. Beautiful Bastard, 2013 (Charmant Salaud pour la version québécoise)
2. Beautiful Stranger, 2014
3. Beautiful Bitch, 2013
4. Beautiful Sex Bomb, 2013
5. Beautiful Player, 2013
6. Beautiful Beginning, 2013
7. Beautiful Beloved, 2015
8. Beautiful Secret, 2015
9. Beautiful Boss, 2016
10. Beautiful, 2016

### SérieWild Seasons
Tous les livres de cette série sont publiés en France aux éditions Hugo & Cie en grand format et chez Pocket en poche, sauf Not-Joe Story qui n'est pas paru au format poche.
- Sweet Filthy Boy (2015)
- Dirty Rowdy Thing (2015)
- Dark Wild Night (2015)
- Wicked Sexy Liar (2015)
- Not-Joe Story (2016)

### One-shots
- Sublime, Hugo & Cie, 2014 ((en)Sublime, 2014)
- Hantée, Hugo & Cie, 2016 ((en) The House, 2015), trad. Pauline Vidal
  - Poche aux éditions Pocket Jeunesse (2017)
- Dating You, Hating You, Hugo & Cie, 2017 ((en) Dating You, Hating You, 2017), trad. Margaux Guyon
  - Poche aux éditions Pocket (2019)
- Roomies, Hugo & Cie, 2018 ((en) Roomies, 2017), trad. Margaux Guyon
  - Poche dans la collection poche de Hugo & Cie (2019)
- Autoboyographie, Hugo & Cie, 2018 ((en) Autoboyography, 2017), trad. Anaïs Goacolou
- My favorite Half-Night Stand, Hugo & Cie, 2021 ((en) My favorite Half-Night Stand, 2018)
- Josh + Hazel, ou comment ne pas tomber amoureux, Hugo & Cie, 2019 ((en) Josh + Hazel's Guide to Not Dating, 2018), trad. Margaux Guyon
  - Poche dans la collection poche de Hugo & Cie (2020)
  - Livre audio chez Audible (2019)
- Love and other words, Hugo et Cie, 2019 ((en) Love and other words, 2018), trad. Margaux Guyon
  - Poche dans la collection poche de Hugo & Cie (2020)
  - Livre audio chez Audible (2019)
- L'anti-Lune de miel, Hugo et Cie, 2020 ((en) The Unhoneymooners, 2019), trad. Margaux Guyon
  - Poche dans la collection poche de Hugo & Cie (2021)
  - Livre audio chez Audible (2020)
- Twice in a blue moon (fr) (2022) ( (en) Twice in a blue Moon (2019) )
  - Poche dans la collection poche de Hugo  & Cie (2023)
- (en) The Honey-Don't List (2020)
- Un Noël sans fin, Hugo et Cie, 2021 ((en) In a Holidaze, 2020)
  - Poche dans la collection Hugo & Cie (2022)
- (en) The Soulmate equation (2021)
- Something Wilder, Hugo Roman, 2023 ((en) Something Wilder 2022), trad Margaux Guyon[5]
- The True Love Experiment, Hugo Roman, 2024 ((en) The True Love Experiment 2023), trad Margaux Guyon[6]
- The Paradise Problem, Hugo Roman, 2025 ((en) The Paradise Problem 2024), trad. Margaux Guyon[7]